# جامعة بريكارباتسكي الوطنية
جامعة بريكارباتسكي الوطنية مؤسسة تعليم عالي أوكرانية، (بالأوكرانية: Прикарпатський національний університет імені Василя Стефаника) هي جامعة تقع في إيفانو فرانكيفسك أوبلاست، أوكرانيا. تأسست هذه الجامعة في سنة 1940